# Južni Huon Gulf jezici
Južni Huon Gulf jezici jedna od četiri uže skupine Huon Gulf jezika, austronezijska porodica, iz Papue Nove Gvineje. Obuhvaća (13) jezika, to su:  
a) Hote-Buang (12):
a1. Buang (10): mangga buang [mmo], mapos buang [bzh], kapin [tbx], piu [pix], vehes [val], 
a. Mumeng (5): dambi [dac], gorakor [goc], kumalu [ksl], patep [ptp], zenag [zeg].
a2. Hote (2): hote [hot], yamap [ymp].
b) Kaiwa (1): iwal [kbm].

## Vanjske poveznice
- Ethnologue (14th)
- Ethnologue (15th)